# Kei Yamaguchi
Kei Yamaguchi (jap. 山口 慶, Yamaguchi Kei; * 11. Juni 1983 in Jōyō) ist ein ehemaliger japanischer Fußballspieler.

## Karriere

### Verein
Yamaguchi spielte seit 1999 für den Nagoya Grampus und gehörte seit 2002 zum Profikader. 2010 folgte dann der Wechsel zu JEF United Chiba. 2014 beendete er seine Spielerkarriere.

### Nationalmannschaft
Mit der japanischen Nationalmannschaft qualifizierte er sich für die Junioren-Fußballweltmeisterschaft 2003.